# Dino Secco Suardo
Dino Secco Suardo (Milano, 1889 – Roma, 1978) è stato un politico, diplomatico e antifascista italiano.

## Biografia
Milanese di nascita, trascorse la vita tra la Lombardia e Roma. Dopo la prima guerra mondiale aderì al Partito Popolare Italiano e durante il regime fascista operò in clandestinà. Durante la seconda guerra mondiale fu tra i fondatori della Democrazia Cristiana e dal 1956 al 1961 fu il primo segretario generale del Consiglio Italiano del Movimento Europeo. Morì a Roma nel 1978.